# Муржиа, Давид
Давид Муржиа (фр. David Murgia; род. 16 марта 1988, Вервье, Бельгия) — бельгийский киноактер. Лауреат кинопремии «Магритт» 2013 года в категории самый перспективный молодой актер за роль в фильме «Сломя голову».

## Биография
Давид Муржиа родился 16 марта 1988 года в валлонском городе Вервье, Бельгия. С 2005 по 2008 год учился в Актерской школе Консерватории Льежа (фр. École d'acteurs du Conservatoire de Liège, ESACT) в классах Жака Делькуверьи, Матиаса Симонса и Оливье Гурме, после окончания которой получил степень бакалавра. С начала 2000-х играет на театральной сцене, в частности, в нескольких постановках своего брата Фабриса.
В кино Давид Муржиа дебютировал в 2009 году, снявшись сразу в двух лентах: «Сестра-улыбка» Стиина Конинкса и «Регата» Бернара Белефруа, за роль в которой получил Приз зрительских симпатий на Кинофестивале франкоязычного кино в Намюре 2009 года. В последующие годы снимался в фильме Фредерика Фонтейна «Танго либре», Фабриса Дю Вельц «Аллилуйя», Тони Гатлифа «Жеронимо».
Давид Муржиа пять лет подряд (с 2012 года) номинировался на получение бельгийской национальной кинопремии «Магритт». Только в 2013 году за роль в фильме «Сломя голову» он получил награду как самый перспективный молодой актер.
В 2015 году Муржиа снялся в комедийном фильме Жако Ван Дормеля «Новейший завет», сыграв роль Иисуса Христа, за которую в очередной раз был номинирован на премию «Магритт» как лучший актёр второго плана.